# Dreams (Sirens)
„Dreams” – singiel grupy Sirens, promujący drugi studyjny album Say Goodbye to LA LA Land (z 2008 roku).

## Single CD
1. Dreams (Ultra Violet Pilots Radio Mix) - 4:04
2. Dreams (Ultra Violet Pilots Club Mix) - 7:09